# Intermarché–Wanty
Intermarché–Wanty (codul UCI: IWA) este o echipă profesionistă belgiană de ciclism de nivel UCI WorldTeam. Echipa este sponsorizată de lanțul francez de supermarketuri Intermarché, firma belgiană de inginerie Wanty și furnizorul belgian de materiale de construcții Groupe Gobert Matériaux. A fost înființată în 2008. A participat la cursele de pe circuitele continentale UCI, precum și la unele evenimente UCI World Tour înainte de 2021, după ce echipa a cumpărat licența UCI de la CCC Pro Team în septembrie 2020.